# Derrick

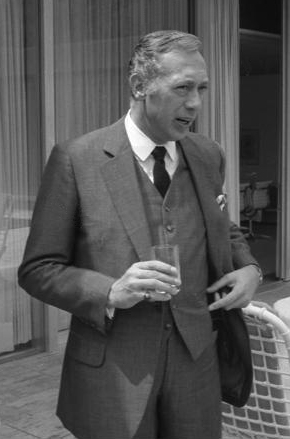
Horst Tappert (1971)

Derrick este titlul unui serial german de filme polițiste, în care au jucat în rolurile principale Horst Tappert și Fritz Wepper.
Serialul a fost transmis între anii 1974 - 1998 de posturile TV: ZDF, ORF și SF DRS (azi: SF). Scenariul pentru cele 281 episoade ale serialului a fost scris de Herbert Reinecker, iar producătorul filmului a fost Helmut Ringelmann. Derrick împreună cu serialele Der Alte, Tatort și Polizeiruf 110 se numără printre cele mai îndrăgite emisiuni a telespectatorilor din țările în care se vorbește limba germană. Cu puține excepții locul filmărilor a fost regiunea orașului München.

## Distribuție
Robert Atzorn, Karin Baal, Heinz Bennent, Martin Benrath, Iris Berben, Christian Berkel, Monica Bleibtreu, Rolf Boysen, Klaus-Maria Brandauer, Horst Buchholz, Michael Degen, Heinz Drache, Sky du Mont, Horst Frank, Thomas Fritsch, Cornelia Froboess, Götz George, Uschi Glas, Michael Gwisdek, Martin Held, Michael Heltau, Christiane Hörbiger, Hannelore Hoger, Brigitte Horney, Curd Jürgens, Harald Juhnke, Wolfgang Kieling, Sebastian Koch, Thomas Kretschmann, Ruth-Maria Kubitschek, Heiner Lauterbach, Ruth Leuwerik, Klaus Löwitsch, Helmut Lohner, Siegfried Lowitz, Michael Mendl, Inge Meysel, Brigitte Mira, Richy Müller, Armin Mueller-Stahl, Jan Niklas, Uwe Ochsenknecht, Lilli Palmer, Peter Pasetti, Rudolf Platte, Will Quadflieg, Carl Raddatz, Maria Schell, Theresa Scholze, Ernst Schröder, Carl-Heinz Schroth, Günter Strack, Friedrich von Thun, Heidelinde Weis, Klausjürgen Wussow, Gisela Uhlen, Günther Ungeheuer, Christoph Waltz,  Hanns Zischler.

## Regizori
| - Helmuth Ashley - Wolfgang Becker - Michael Braun - Zbyněk Brynych - Peter Deutsch - Gero Erhardt - Jürgen Goslar | - Theodor Grädler - Günter Gräwert - Dietrich Haugk - Eberhard Itzenplitz - Helmut Käutner - Leopold Lindtberg - Erik Ode | - Horst Tappert - Hans-Jürgen Tögel - Alfred Vohrer - Alfred Weidenmann - Wigbert Wicker - Franz Peter Wirth |